# Heteroconis cornuta
Heteroconis cornuta is een insect uit de familie van de dwerggaasvliegen (Coniopterygidae), die tot de orde netvleugeligen (Neuroptera) behoort. 
De wetenschappelijke naam Heteroconis cornuta is voor het eerst geldig gepubliceerd door Monserrat in 1982.